# Lagynochthonius proximus
Lagynochthonius proximus är en spindeldjursart som först beskrevs av Clarence Clayton Hoff 1959.  Lagynochthonius proximus ingår i släktet Lagynochthonius och familjen käkklokrypare. Inga underarter finns listade i Catalogue of Life.